# میشی جونز
میشی جونز (انگلیسی: Michellie Jones؛ زادهٔ ۶ سپتامبر ۱۹۶۹) ورزشکار ورزش سه‌گانه اهل استرالیا است.
وی در مسابقات کشوری و بین‌المللی در مجموع برندهٔ ۷ مدال طلا، ۴ مدال نقره، ۵ مدال برنز شده‌است.